# Hypselothyrea subaptera
Hypselothyrea subaptera är en tvåvingeart som beskrevs av Papp 2004. Hypselothyrea subaptera ingår i släktet Hypselothyrea och familjen daggflugor. Inga underarter finns listade i Catalogue of Life.